# Stenellipsis fuscolateripennis
Stenellipsis fuscolateripennis es una especie de escarabajo longicornio del género Stenellipsis, tribu Acanthocinini, subfamilia Lamiinae. Fue descrita científicamente por Breuning en 1966.

## Descripción
Mide 5-6 milímetros de longitud.

## Distribución
Se distribuye por Nueva Caledonia.